# Военный переворот в Нигерии (1966)
Военный переворот в Нигерии (англ. 1966 Nigerian coup d'état) начался 15 января 1966 года группой офицеров игбо во главе с подполковником Кадуна Нзеогву, жертвами которого стали 22 человека, в том числе ряд политических лидеров: Абубакар Балева (премьер-министр страны), Фестус Окоти-Эбо (министр финансов), Самуель Акинтола (премьер Западной Нигерии), Ахмаду Белло (премьер Северной Нигерии и глава правящего Конгресса народов Севера) и др., а также ряд офицеров северного происхождения.
Основной причиной путча называлась коррумпированность членов правительства. Несколько активных участников путча называли также планы начала "джихада" 17 января.
Путчистам не удалось арестовать командующего армией генерал-майора Джонсона Агийи-Иронси, который возглавил противодействие мятежникам. Вскоре путч был сорван из-за отказа основной части военных поддержать мятежников, а лидеры во главе с Кадуной Нзеогву были арестованы.
Исполняющий обязанности президента (президент страны Ннамди Азикиве находился в зарубежной поездке) председатель сената Нвафор Оризу передал полноту власти военным. 17 января генерал-майор Агийи-Иронси учредил Высший военный совет в Лагосе и фактически приостановил действие конституции, возглавив страну.
Заговорщики, хотя и содержались в тюрьме, но не были осуждены.